# Montpellier Méditerranée metropolisz

Elhelyezkedése Hérault megyében

Montpellier Méditerranée metropolisz (franciául: Montpellier Méditerranée Métropole) a franciaországi metropoliszok egyike, a francia községközi társulási rendszer (intercommunalité) része.
Franciaország déli részén, Okcitánia régió Hérault megyéjében helyezkedik el. Montpellier-ét és a város környékének további 30 községét foglalja magába. 
2015. január 1-jén jött létre az addigi „Montpellier agglomerációs közösség” (communauté d'agglomération de Montpellier) átalakításával.
Népessége 507 526 fő volt 2021-ben, ebből 302 454 fő Montpellier-ben élt. Területe 421,8 km2. Igazgatási központja Montpellier-ben van.

## Községek
A metropoliszt az alábbi 31 község alkotja:
1. Baillargues
2. Beaulieu
3. Castelnau-le-Lez
4. Castries
5. Clapiers
6. Cournonsec
7. Cournonterral
8. Le Crès
9. Fabrègues
10. Grabels
11. Jacou
12. Juvignac
13. Lattes
14. Lavérune
15. Montaud
16. Montferrier-sur-Lez
17. Montpellier
18. Murviel-lès-Montpellier
19. Pérols
20. Pignan
21. Prades-le-Lez
22. Restinclières
23. Saint-Brès
24. Saint-Drézéry
25. Saint-Geniès-des-Mourgues
26. Saint-Georges-d’Orques
27. Saint-Jean-de-Védas
28. Saussan
29. Sussargues
30. Vendargues
31. Villeneuve-lès-Maguelone